# Saint-Léonard-en-Beauce
Saint-Léonard-en-Beauce település Franciaországban, Loir-et-Cher megyében. Lakosainak száma 638 fő (2022. január 1.). Saint-Léonard-en-Beauce Autainville, La Madeleine-Villefrouin, Marchenoir, Maves, Le Plessis-l’Échelle, Vievy-le-Rayé, Beauce-la-Romaine és Oucques La Nouvelle községekkel határos.

## Népesség
A település népessége az elmúlt években az alábbi módon változott:
| Lakosok száma | 646  | 571  | 522  | 600  | 642  | 643  | 644  | 646  | 646  | 638  |
|               | 1968 | 1982 | 1990 | 2006 | 2013 | 2015 | 2017 | 2019 | 2020 | 2022 |